# Эпплер, Жорж Анри
Жорж Анри Эпплер (фр. Georges Henri Eppler; 1764—1806) — французский военный деятель, бригадный генерал (1801 год), участник революционных и наполеоновских войн.

## Биография
31 мая 1774 года стал солдатом в швейцарском полку Салиса-Грисона (был сыном данного полка). 30 марта 1786 года вышел в отставку, однако, 15 октября 1786 года снова вступил в швейцарский полк Салис-Самад. 25 сентября 1792 года он был уволен со службы после роспуска полка. Вернулся на службу 1 октября 1792 года в звании младшего лейтенанта в 1-й свободной роте Дордоня, роту, которую он сформировал по приказу генерала Бирона. Он совершил кампанию 1793 года в авангарде Рейнской армии. 1 октября 1793 года произведён в капитаны и включён со своей ротой в состав 14-го бис-батальона лёгкой пехоты (будущий 89-й линейный).
25 июня 1794 года назван командиром батальона в 14-й лёгкой полубригаде. 2 июля 1794 года атаковал так называемую гору «Саукопф» возле Нойштадта. 13 июля атаковал гору Плацберг, несмотря на сопротивление 6000 пруссаков. Он участвовал в большом количество боёв, в том числе и в битве при Эттингене 21 июля 1796 года. 23 июля переправился через Лех около Аугсбурга, захватил два орудия и канониров, которые служили при них.
В 1797 году переведён в Итальянскую армию. Отличился при переправе через Пьяве и при Тальяменто 16 марта 1797 года. Затем был частью Римской армии. В 1798 году прибыл в Тулон и присоединился к Восточной армии. Участвовал в Египетской экспедиции Наполеона. После высадки вблизи Александрии прикреплён к дивизии генерала Дезе. После захвата Каира, перед Дезе была поставлена задача по подчинению всех деревень у Файюма. Во время операций в других провинциях Дезе оставил 390 человек в Фаюме под командованием Эпплера. Вскоре со всех сторон в город вошли 5000 мамлюков и арабов, за которыми следовало большое количество крестьян. Эпплер не растерялся, он разделил свой отряд на две колонны, взял на себя управление первой, провёл против врага штыковую атаку, и заставил его уйти из города, оставив на поле битвы 200 убитых и 200 раненых. За этот блестящий подвиг был произведён в полковники и назначен командиром 21-й полубригады лёгкой пехоты 29 октября 1798 года.
Он проявил свой талант и мужество в боях у Саманнуда 22 января 1799 года, у Коптоса и Бэнута 8 марта 1799 года и при Гелиополисе 20 марта 1800 года. 27 апреля 1801 года произведён в бригадные генералы, и отвечал за защиту подходов к Александрии в августе-сентябре 1801 года во время блокады этого города. Был ранен в левую руку, и лишился трёх пальцев.
Вернувшись во Францию в 1801 году, вошёл в состав армии генерала Нея, которая боролась против повстанцев в Швейцарской республике. 29 августа 1803 года возглавил 1-ю бригаду в пехотной дивизии Удино в лагере Брюгге под началом генерала Даву. С 29 августа 1805 года лагерь стал 3-м армейским корпусом Великой Армии. Умело провёл кампанию 1805 года против Австрии и России, блестяще действовал при Аустерлице.
Умер 2 апреля 1806 года в Альткирше, от физического переутомления, вызванного войной.

## Воинские звания
- Капрал (22 марта 1787 года);
- Сержант (23 сентября 1787 года);
- Старший сержант (1 мая 1787 года);
- Младший лейтенант (1 октября 1792 года);
- Капитан (1 октября 1793 года);
- Командир батальона (25 июня 1794 года);
- Полковник (29 октября 1798 года);
- Бригадный генерал (27 апреля 1801 года).

## Награды
Легионер ордена Почётного легиона (11 декабря 1803 года)
 Коммандан ордена Почётного легиона (14 июня 1804 года)